# Georg Hans Emmo Wolfgang Hieronymus
Georg Hans Emmo Wolfgang Hieronymus o Jorge Hieronymus (1846–1921) va ser un botànic argentí d'origen alemany.
Va estudiar medicina a Zúric i Berna des de 1868 fins a 1870, però es va interesssar per la botànica. Va estudiar botànica a la Universitat de Halle, on es doctorà el 1872.
Hieronymus va ser professor de botànica a Córdoba (Argentina), des de 1874 fins a 1883. A Amèrica del Sud investigà la flora nativa de l'Argentina, Bolívia, Brasil i Uruguai. També va residir a Breslau, 1883–1892, i a Berlín, on es va encarregar deljardí botànic i el seu museu el 1892. Va editar la revista botànica Hedwigia durant 28 anys.
Hieronymus s'especialitzà en les falgueres i les algues. Va tenir una col·lecció de plantes de l'Europa central i gran part d'Amèrica del Sud.

## Algunes obres
- Plantae diaphoricae florae argentinae, etc. 1882.
- Monografía de Lilaea subulata, 1882 - Monograph on Lilaea subulata.
- Icones et descriptiones plantarum, quae sponte in Republica Argentina crescunt. etc. 1885.
- Beiträge zur Kenntnis der europäischen Zoocecidien und der Verbreitung derselben, 1890 - Contributions to the knowledge of European plant gall and the dissemination of the same.
- Observaciones sobre la vegetación de la provincia de Tucumán, Observations on vegetation found in Tucumán Province.[3]